# Liste der Grade-I-Bauwerke in East Riding of Yorkshire
| Lage von East Riding of Yorkshire in England                          |
| Gliederung von East Riding of Yorkshire                               |
| 1. East Riding of Yorkshire 2. Kingston upon Hull (Unitary Authority) |

Diese Liste der Grade-I-Bauwerke in East Riding of Yorkshire nennt die Grade-I-Listed Buildings in East Riding of Yorkshire geordnet.
Von den rund 373.000 Listed Buildings in England sind rund 9000, also etwa 2,4 %, als Grade I eingestuft. Davon befinden sich etwa 113 in East Riding of Yorkshire.

## East Riding of Yorkshire
1. Beverley North Bar Nos 65 and 67 (Bar House) Including Garden Wall, Piers and Railings, Beverley, HU17
2. Boynton Hall, Boynton, YO16
3. Burton Agnes Hall, Burton Agnes, YO25
4. Burton Agnes Manor House, Burton Agnes, YO25
5. Burton Constable Hall, Burton Constable, HU11
6. Chapel of the Virgin and Saint Everilda, Everingham, YO42
7. Church of All Hallows, Goodmanham, YO43
8. Church of All Saints, Barmston, YO25
9. Church of All Saints, Bubwith, YO8
10. Church of All Saints, Burstwick, HU12
11. Church of All Saints, Catton, YO41
12. Church of All Saints, Driffield, YO25
13. Church of All Saints, Easington, HU12
14. Church of All Saints, Ellerton, YO42
15. Church of All Saints, Halsham, HU12
16. Church of All Saints, Hessle, HU13
17. Church of All Saints, Holme upon Spalding Moor, YO43
18. Church of All Saints, Kilham, YO25
19. Church of All Saints, Kirby Underdale, YO41
20. Church of All Saints, Londesborough, YO43
21. Church of All Saints, Market Weighton, YO43
22. Church of All Saints, Nafferton, YO25
23. Church of All Saints, North Cave, HU15
24. Church of All Saints, Pocklington, YO42
25. Church of All Saints, Preston, HU12
26. Church of All Saints, Roos, HU12
27. Church of All Saints, Roos, HU12
28. Church of All Saints, Rudston, YO25
29. Church of All Saints, Shipton Thorpe, YO43
30. Church of All Saints, Skipsea, YO25
31. Church of All Saints, Thwing, YO25
32. Church of All Saints, Twin Rivers, DN14
33. Church of Saint Andrew, Kirk Ella, HU10
34. Church of Saint James, Nunburnholme, YO42
35. Church of Saint John of Beverley, Harpham, YO25
36. Church of Saint Mary, Dalton Holme, HU17
37. Church of Saint Mary, Cottingham, HU16
38. Church of Saint Mary Magdalene, Twin Rivers, DN14
39. Church of Saint Michael and All Angels, Sutton upon Derwent, YO41
40. Church of Saint Nicholas, Hornsea, HU18
41. Church of Saint Nicholas, Newbald, YO43
42. Church of Saint Peter, Humbleton, HU11
43. Church of Saint Peter, Langtoft, YO25
44. Church of Saint Peter and Saint Paul, Burton Pidsea, HU12
45. Church of St Andrew, Bainton, YO25
46. Church of St Andrew, Boynton, YO16
47. Church of St Andrew, Bugthorpe, YO41
48. Church of St Andrew, Paull, HU12
49. Church of St Augustine, Hedon, HU12
50. Church of St Augustine, Skirlaugh, HU11
51. Church of St Catherine, Leconfield, HU17
52. Church of St Edith, Bishop Wilton, YO42
53. Church of St Germain, Patrington, HU12
54. Church of St Helen, Skeffling, HU12
55. Church of St John the Baptist, Wilberfoss, YO41
56. Church of St Lawrence, Snaith and Cowick, DN14
57. Church of St Leonard, Leconfield, YO25
58. Church of St Leonard, Skerne and Wansford, YO25
59. Church of St Maragret, Millington, YO42
60. Church of St Martin, Burton Agnes, YO25
61. Church of St Mary, Brandesburton, YO25
62. Church of St Mary, Fridaythorpe, YO25
63. Church of St Mary, Kirkburn, YO25
64. Church of St Mary, Lockington, YO25
65. Church of St Mary, Swine, HU11
66. Church of St Mary, Watton, YO25
67. Church of St Mary, Welwick, HU12
68. Church of St Michael, East Garton, HU11
69. Church of St Michael, Eastrington, DN14
70. Church of St Michael, Garton, YO25
71. Church of St Nicholas, Keyingham, HU12
72. Church of St Patrick, Patrington, HU12
73. Church of St Peter, Wawne, HU7
74. Church of St Wilfred, Ottringham, HU12
75. Church of St. Martin, Hayton, YO42
76. Church of St. Mary, Huggate, YO42
77. Cowick Hall, Snaith and Cowick, DN14
78. Dairy at Thorpe Hall, Rudston, YO25
79. Eleanor Cross, Sledmere, YO25
80. Everingham Hall, Everingham, YO42
81. Gatehouse with Walls and Sets of Gate Piers Adjoining to Front of Burton Agnes Hall, Burton Agnes, YO25
82. Gates, Gate Piers and Railings to Norwood House, Beverley, HU17
83. Gates, Gatepiers, Flanking Walls and Abutments, Londesborough, YO43
84. Grimston Garth, East Garton, HU11
85. Houghton Hall, Sancton, YO43
86. Minster Church of St Peter and St Paul and Chapter House, Howden, DN14
87. Monolith Approximately 7 Metres North of Church of All Saints, Rudston, YO25
88. Norwood House (Now Beverley High School for Girls), Beverley, HU17
89. Parish Church of St Mary, Bridlington, YO16
90. Paull Holme Tower, Paull, HU12
91. Remains of Treadmill and Bakery with Attached Wall at Burton Agnes Hall, Burton Agnes, YO25
92. Ruins of Wressle Castle, Wressle, YO8
93. Sewerby House, Bridlington, YO15
94. Sledmere House, Sledmere, YO25
95. Stables and Carriage House Approximately 20 Metres to South-East of Burton Constable Hall, Burton Constable, HU11
96. Summer Pavilion to West of Dalton Hall, Dalton Holme, HU17
97. The Bayle Gate, Bridlington, YO16
98. The Guildhall, Beverley, HU17
99. The Hall (Now Borough Council Offices), Beverley, HU17
100. The Humber Bridge, Barton-upon-Humber, North Lincolnshire, DN18
101. The Market Cross, Beverley, HU17
102. The Minster Church of St John, Beverley, HU17
103. The Parish Church of St Mary, Beverley, HU17
104. Wagoners’ Memorial, Sledmere, YO25
105. Watton Abbey, Watton, YO25

## Kingston upon Hull(Unitary Authority)
1. Church of St James and Boundary Wall, Kingston upon Hull, HU7
2. Hull Charterhouse and Attached Boundary Wall and Railings, Kingston upon Hull, HU2
3. Hull Trinity House, Kingston upon Hull, HU1
4. Maisters House, Kingston upon Hull, HU1
5. Parish Church of the Holy Trinity and Churchyard Wall, Kingston upon Hull, HU1
6. Roman Catholic Church of St Charles Borromeo with attached presbytery and associated boundary walls, Kingston upon Hull, HU1
7. Statue of King William III and Flanking Lamps, Kingston upon Hull, HU1
8. Wilberforce House Museum and Attached Garden Wall, Kingston upon Hull, HU1